# Dionisio: In memoriam
Dionisio: In memoriam is een compositie van Leonardo Balada. Het is een seculiere cantate gebaseerd op teksten van de Spaanse schrijver/dichter Dionisio Ridruejo. In die teksten vertelt Ridruejo van zijn liefde voor Spanje, maar ook van zijn belevenissen als strijder in de Blauwe divisie. Ridruejo streed als vrijwilliger mee in een soort privéleger van Francisco Franco in de Tweede Wereldoorlog aan de zijde van Nazi-Duitsland tegen Rusland. De schrijver/dichter kwam later tot inkeer en werd voorvechter van democratie. Emilio Ruiz, eveneens schrijver,  vulde de teksten van Dionisio aan. Balada verpakte het zodanig dat de teksten van Dionisio gezongen worden en die van Ruiz gesproken. De muziek is hedendaagse muziek binnen de klassieke muziek van de 20e eeuw en is deels gebaseerd op Spaanse volksmuziek en strijdliederen.
Het werk kwam tot stand in opdracht van de stad Soria, geboorteplaats van Ridruejo. Het werd ook voor het eerst uitgevoerd aldaar en wel door het Orquestra Filarmónica Espana onder leiding van de componist. Het werk is echter opgedragen aan  dirigent en componist Odón Alonso.
Het werk bestaat uit twee delen:
- Deel 1: Hambre, gloria, vida (honger, glorie, leven)
- Deel 2: Guerra, guerra, la guerra (oorlog, oorlog, de oorlog)

Balada schreef het voor
- spreekstem
- gemengd koor SATB (sopranen, alten, tenoren en baritons)
- 2 dwarsfluiten, 2 hobo’s, 2 klarinetten, 2 fagotten
- 3 hoorn, 2 trompetten, 2 trombones,
- 4 man/vrouw percussie,
- violen, altviolen, celli, contrabassen